# Super Street Fighter IV: Arcade Edition
Super Street Fighter IV: Arcade Edition es una actualización de Super Street Fighter IV, lanzado en 2011 para PC, PlayStation 3 y Xbox 360. Esta versión del juego trae las mejoras de la versión de arcade de  Super Street Fighter IV a sistemas caseros. Además posee cambios de equilibrios numerosos, SSFIV:AE introduce dos personajes nuevos: Yun y Yang, y los luchadores escondidos anteriormente Evil Ryu y Oni ahora son seleccionables desde el principio.
El juego ha vendido 400,000 unidades en todo el mundo hasta diciembre de 2011, y 1.1 millones hasta septiembre de 2014.
En abril de 2012, antes del anuncio de Ultra Street Fighter IV, el community manager de Capcom Seth Killian había anunciado que la Edición de Arcade sería la versión final del Street Fighter IV.

## Desarrollo
El 4 de abril de 2010, una versión de arcade de Super Street Fighter IV estuvo confirmado por el productor Yoshinori Ono durante las finales de un torneo japonés de Street Fighter IV. Varios playtests estuvo manejado en varias arcades así como apareciendo durante las finales del Street Fighter IV en Tougeki - Super Battle Opera.
Poco antes del lanzamiento, las imágenes que muestran depura Xbox 360 consecuciones de Microsoft PartnerNet el servicio que presenta caracteres anteriormente sólo vistos en la versión de arcada del juego estuvo filtrada, dando pistas en una actualización de juego futura para sistemas de casa.

## Lanzamiento

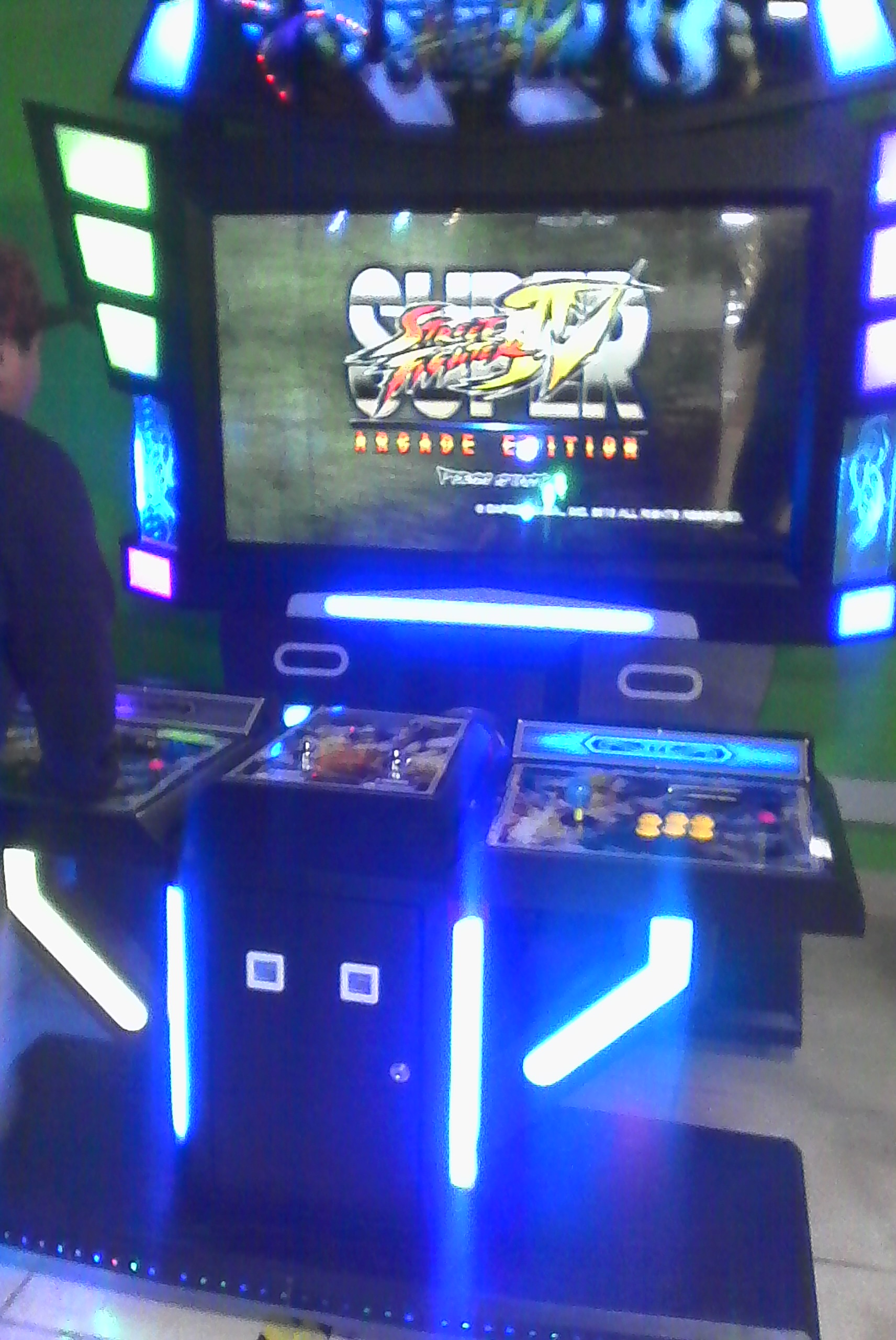
Cabina de Super Street Fighter IV: Arcade Edition.

Las versiones de consola del Arcade Edition fueron primero presentadas durante el evento Capcom Captivate 2011. fue lanzado el 7 de junio de 2011 para Xbox 360 y PlayStation 3 como contenido descargable en línea y en formato físico el 28 de junio de 2011. A pesar de que inicialmente cuestionado debido al rampant piratería el original Super Street Fighter IV padecido en la plataforma, encima abril 12, 2011 esté anunciado que una versión de PC de Arcade Edition sería liberada el 5 de julio de 2011.
Para la Arcade Edition, cada personaje recibió varios tweaks, variando del carácter balanceado a movimientos EX nuevos. También fue añadido al juego los hermanos Yun y Yang del Street Fighter III como personajes seleccionables, y Evil Ryu junto a Oni, anteriormente sólo disponible como jefes escondidos, ahora seleccionabels desde el principio.
La actualización está disponible como contenido descargable en las versiones de consola, y como juego físico independiente para Xbox 360, PlayStation 3 y PC. Cuándo se actualiza Super Street Fighter IV en las versiones de consola, los jugadores consiguen la capacidad de cambiar entre regular Super y la Arcade Edition. El "Replay Channel" ha sido expandido para dejar jugadores para seguir otros' juegos recientes, distribuye replays, y mirar un canal especial que presenta proficient jugadores. La versión de PC también posee un benchmark prueba para probar el rendimiento del juego en el computador y uso de marcas de Games for Windows Live.

## Actualizaciones

### Versión 2012
El 11 de agosto de 2011, Capcom anunció un parche de equilibrio de personajes llamado "Versión 2012", el cual sería lanzado para todas las versiones de SSFIV:AE. La actualización se lanzó el 13 de diciembre de 2011 para las versiones de consola, posteriormente apareciendo en su versión de PC el 28 de febrero de 2012.

### Versión 2014
El 30 de mayo de 2014, Capcom lanza un parche llamado "Versión 2014" para PC, el cual cambió los servicios en línea del juego que estaban bajo Games for Windows Live a los servidores de Steam. La actualización también introducida algunas mejoras en el GUI, un reworked sistema de consecución, y un actualizado replay sistema. La controversia surgió con respecto al hecho que cualquier DLC adquirido a través de GFWL estuvo perdido en la transición. GFWL Todavía será capaz de ser utilizado hasta su cierre.

### Ultra Street Fighter IV
Una actualización nueva para Street Fighter IV, llamada Ultra Street Fighter IV, fue anunciada para liberarse temprano en 2014. Junto a las mejoras de equilibrio habituales, la actualización introducirá seis escenarios nuevos y cinco personajes nuevos: Rolento, Elena, Hugo y Poison (los cuatro personajes que están en Street Fighter X Tekken), además de Decapre, una de los títeres de M. Bison. La actualización fue distribuida como actualización digital pagada, incluso se vendió de manera física como un juego nuevo de Street fighter IV.

## Recepción
El juego era bien recibido, con GameSpot dándolo alrededor 8/10 (ligeramente variando a través de plataformas), y IGN también dándolo un 8/10.